# أونسلاوت (دي سي كوميكس)
أونسلاوت (بالإنجليزية: Onslaught)‏عبارة عن فريق خيالي من إرهابيي قوراك مرخّصين ومدعومين من قبل الدولة، نشرتها دي سي كوميكس. ظهرت لأول مرة في الفرقة الأنتحارية #1، وتم إنشاؤها من قبل جون أوستراند ولوك ماكدونيل.

## التاريخ
الأونسلاوت هو فريق من الإرهابيين الدوليين الذين يعملون بجهد كبير من أجل العمل خارج الدولة الخارجة على القانون قوراك. تم إنشاء الفريق وتوجيهه من قبل رئيس قوراك مارلوس، كعمولة أولى قبلوا مهمة قتل رئيس الولايات المتحدة. ساعد عضو سابق في الفرقة الانتحارية جيس برايت، وهو الآن عضو في الاتحاد السوفييتي يدعى كوشتشي، ساعد مرشحي الهندسة البيولوجية للفريق. في بدايته، تسلل الجهاد من قبل نمسيس ونايتشايد، أعضاء الفريق المتقدم للفرقة الانتحارية، وكان هدفاً لهجوم وقائي من قبل الفرقة. (الفرقة الأنتحارية، المجلد. 1، #1 و 2)
بعد اشتباكهم الأول مع الفرقة الانتحارية، شكّل رضا كطوة الذي يطلق على نفسه اسمه رستم فريقاً ثانياً في قلعة قديمة من الحرب العالمية الثانية تدعى يوتنهايم في جنوب قوراك. ويترجم الاسم بـ«أرض العمالقة»، لأن الألمان كانوا يعتقدون بأن عرق من العمالقة فقط كان من الممكن أن يبني تلك الجبال. استخدم رستم هذا الفريق لترويع المدنيين في مدينة نيويورك. تم القبض على رافان، وإيفريت، وآجني. قُتل كل من مانتيكوري وجاكولي، ولكن رستم وبادب تمكنا من الفرار. تم تجنيد رافان في نهاية المطاف من قبل الفرقة الانتحارية. نفّذ ريك فلاغ مهمة فردية غير مرخص بها إلى قوراك أسفرت عن تدمير يوتنهايم، مما أدى إلى مقتل رستم وعدد لا يحصى من أعضاء الجهاد. الرجل الذي يعرف باسم كوبرا يقتل رافان في وقت لاحق أثناء مشاركته في قتال أحادي.
جمع آجني فريقاً صغيراً مكوناً من ثلاثة أشخاص لتحرير رئيس قوراك مارلو من حجز الولايات المتحدة. وحضر مع بادب، والمرتد الأطلنطي المعروف باسم بيسكاتور، الإنكشاري ذو الطراز-الذاتي. استبدلت الفرقة الانتحارية بشكل استباقي نمسيس بالرئيس مارلو. وفي الوقت نفسه، شارك أبطال إسرائيل، وهم فرقة سوبر موساد المعروف باسم «هايوث» في مهمة سرية على الأراضي الأمريكية، وهي محاولة فاشلة لاختطاف مارلو.
كما ظهرت في الفرقة الأنتحارية #50، نجا جيس برايت من هجوم اليتي في التبت، والذي قتل معظم أفراد الفرقة الانتحارية الأصلية. تم إنقاذ جيس من قبل الصينيين الحمر وتم أعطائه أسم جديد يين وانغ (ملك الشياطين) وأصبح زعيم مشروع صيني سري لتطوير الميتاهيومان جنبًا إلى جنب مع عالم صيني يدعى دينغ زو-تشي. لسوء الحظ بسبب قضمة صقيع أضطر إلى بتر أنفه وشفتيه وأصابع قدميه وأصابع يده. داهم مدنيو الحكومة الصينية مختبر دنغ زو-تشي، وكشف لبرايت بأنه كان في الواقع منشقاً وربما يتم نقله لإعادة تعليمه. يتم تجنيد جيس من السجن بواسطة الرائد زاسترو من الظل الأحمر. ويعطيه الروس يدان آليتان، وأقداماً إلكترونية سمحت له بالمشي مرة أخرى. زاسترو يغيّر أسم برايت الرمزي إلى كوستشي الخالد ويضعه للعمل على صيانة وتحسين الصواريخ الحمر. ثم يرسله الروس إلى قوراك حيث يتم تعيينه مسؤولاً عن برنامج تطوير برنامج الميتاهيومان في قوراك، وكان كل من جاكولي ومانتيكور وجن جميعهم من أعماله الإبداعية. ويتم قتله عندما يدمر ريك فلاغ يوتنهايم بقنبلة ذرية. لكن يستطيع القوراكيين إحياءه كزومبي سايبروني باستخدام تكنولوجيا قام هو بنفسه بإنشائها، وكانت جثته ميتة وكان ذهنه عبارة عن تسجيل رقمي. كجزء من الأنتقام المتقن ضد ريك فلاغ، يختطف كوستشي أبنه من قبل كارين غريس، ريك فلاغ الأبن. من غير علم كوستشي فلاغ كان قد مات على ما يبدو في التفجير النووي الذي دمر يوتنهايم. في النهاية أقنعه نمسيس بإطلاق سراح الصبي، وبدا بأنه قد تم تدميره بسبب أنفجار وقع.
جمع آجني فريق أونسلاوت آخر بمساعدة نجارا كطوة بن رستم، وكانت مهمة الأنتقام هذه ضد أمريكا قصيرة المدى. تمكّن فرقة فرسان كش ملك من تتبع هجمة أونسلاوت حتى وطن ماركوفيا من جيو-فورس. تم أكتشافهم على متن طائرة متجهة إلى غوثام من قبل الآوتسايدرز وأندلعت معركة على متن الطائرة. توفي مانتيكور الثاني وضحاك في المعركة التي تلت ذلك. بعد هبوط الطائرة في حادث تحطم في غوثام، نجا جميع الأعضاء بأستثناء درويش التي هربت. أنضمت درويش فيما بعد إلى الأوتسايدرز للعثور على مانتيكوري الثاني، التي تظن بأنه على قيد الحياة. بقيت مع الأوتسايدرز حتى أكتشفت بأن وايلد قد قتل مانتيكور. وفي حالة غضب أنضمت إلى قوة كوبرا الضاربة الثانية. بعد الصدام مع الأوتسايدرز، تم القبض عليها وسجنها في البلاطة، ثم هربت بعد ذلك عندما قام الجوكر بتصميم هروب من السجن. (كما يظهر في الجوكر: الضحكة الأخيرة #3)
عاد نجارا بعد ذلك مع فريق جديد بما في ذلك أنتيفون وتولتيكا وهايف وجن الرقمي. (الفرقة الأنتحارية المجلد. 2 # 10) نجحوا في خطف أماندا والر كجزء من أنتقام متقن، وفي قتل أعضاء الفرقة هافانا (قتلها رستم) ومودم (قتله جن الرقمي). لم يكن هناك أي تطابق مع الفريق عندما تمت صياغة أعضاء فرقة العدالة الأمريكية للمساعدة. وقُتل رستم الثاني من قبل ديدشوت وفر الأعضاء الآخرين من الأحتجاز.

## قائمة

### الفريق الأول (الفرقة الانتحارية المجلد. 1 #1-2)
- تشيميرا - كانت في الواقع عضو في الفرقة الأنتحارية نايتشادس.
- جن - تم تخفيض جثته إلى رمز ثنائي وتخزينها في رقائق صغيرة داخل زجاجة مغناطيسية. فجرت إنتشانتريس الزجاجة، ومن المفترض بأن تدمره.
- جاكولي - بدوي صغير مع القدرة على التحرك بسرعة فائقة في طفرات بثلاث ثوان. كان يحمل مجموعة متنوعة من الرموح المتفجرة. قتل من قبل الكابتن بوميرانج
- مانتيكور - سايبورغ ذو قوى عظمى من اليونان، قتل على يد ديدشوت. سمي بأسم مانتيكور الأسطوري. خلال أحداث الليلة الظلماء، تم إحياء جثة مانتيكور كعضو في فرقة فيلق الفانوس الأخضر إلى جانب العديد من أعضاء الفرقة الأنتحارية الساقطين.[3]
- العقيد مشتاق - كان في الواقع نمسيس متنكر.
- رافان - آخر الناجين. كسر ظهره في معركة مع النمر البرونزي.
- رستم - رضا كطوة كان أول قائد للفريق، سمي رستم، على اسم بطل أسطوري في الفولكلور الفارسي. يستخدم رستم قطعة أثرية من سكارتاريس والتي يمكن أن تولد بلازما نارية يمكنها قطع أي شيء على ما يبدو، وبوابات مفتوحة ثلاثية الأبعاد. يستخدم قوة حياة السيف المعقوف كمصدر للطاقة. ووفقاً لرضا، فقد كان ناشطاً أمريكياً في قوراك، ويبدو بأنه تعرض للخيانة من جانب الولايات المتحدة، وهو وضع أدى إلى وفاة عائلته بأكملها.[4]

### الفريق الثاني (الفرقة الأنتحارية المجلد. 1 #17-19)
- آجني - هو بايروكينتيك هنديٌّ آسيويٌّ يمكن أن ينشأ كرات نارية أكبر حجمًا من خلال فرقعة أصابعه. سمي بأسم آجني، إله النار الهندوسي.
- بادب - مراهقة أيرلندية يمكنها عقلياً غرس الذعر والكراهية. سميت بادب، على أسم آلهة الحرب الكلتية.
- عفريت - كانت ذكاءً اصطناعياً جديداً شبيهاً بجنين، استناداً إلى أنماط الدماغ في مايندبوغلر التي قام علماء قوراك بأستنباط المخططات العقلية الخاصة بها، وأبتعدت للحث على العدوان الشديد والكراهية. شفيت من هذا بواسطة الكمبيوتر الإسرائيلي الحساس دايبوك وسقطت في حبّه. سميت بعد الأرواح الفارسية المعروفة بأسم عفريت.
- جاكولي - جاكولي الثانية امرأة مجهولة الجنسية ذات سرعة عالية وأسلحة الأصلية. قتلها ديدشوت.
- كوسشي الخالد - جيس برايت، عضو سابق في الفرقة الأنتحارية الأصلية. يمكنه تحريك الموتى عن طريق غرسات إلكترونية متخصصة، والتحكم فيها عن طريق التواجد عن بعد؛ تم كسر هذه السيطرة عن طريق الخطأ من قبل شايد الرجل المتغير. في الفولكلور الروسي كوسشي الخالد هو مستحضر الأرواح قوية.
- مانتيكور - مانتيكور الثاني أيضاً مجهول الجنسية، وكان أقوى من سلفه؛ قُتل من قبل دوقة (لاشينا).
- رافان - قاتل محترف حالياً يرتدي تسخير معرفي بسبب كسر ظهره. بعد القبض عليه من قبل النمر البرونزي وينضم إلى الفرقة الأنتحارية.
- رستم - قائد الفريق؛ نفس المنطوق.

### الفريق الثالث (الفرقة الانتحارية المجلد. 1 #59-62)
- آجنى - قائد فريق لهذه المهمة.
- بادب - نفس المنطوق.
- بيسكاتور - متمرد أطلنطي و مايسمى إنكشاري.

### الفريق الرابع (الآوتسايدرز المجلد. 2 #5-6)
- آجنى - الثاني في القيادة من أجل هذه المهمة.
- ضحاك - شيطان يستخدم جسد امرأة قوراكية قديمة كمضيفة له. في الأساطير الفارسية الملك الضحاك هو إله الشر.
- درويش - نيما، فنانة قتال عسكري، مرتبطة بشكل رومانسي بمانتيكور الثالث. سميت على أسم الدراويش. أنضمت في وقت لاحق إلى قوة الكوبرا الهجومية.
- جن - تم ترميم جن الأصلي من قبل مجموعة من الفنيين.
- مانتيكور - مانتيكور الثالث كان سعيد، الذي كان على علاقة عاطفية بدرويش. قُتل عن طريق الخطأ خلال مشاجرة مع تشارلي وايلد من الآوتسايدرز.
- رستم - نجارا كطوة قائد الفريق. أبن رستم الأصلي. نجارا أثبت قدراته بالتحكم بالعقل، ومن غير المعروف ما إذا كانت قدرته داخلية، أو إذا كانت عن طريق سيف والده.

### الفريق الخامس (الفرقة الأنتحارية المجلد. 2 #10-12)
- آنتيفون - متسارع خارق من اليونان. سمي على أساس مصطلح آنتيفون (صوت المعارضة).[5]
- جن الرقمي - جن الجديد أكثر قوة ومبنى على أساس جن الأصلي.
- هايف - مخلوق ضخم قادر على الفصل إلى نسخ أصغر وأصغر من نفسه.
- رستم - نجارا كطوة قائد الفريق. قتله ديدشوت.
- تولتيكا - محاربة أنثى قوية وآكلة لحوم بشر. أسمها مشتق من تولتك من المكسيك.

## في وسائل الإعلام الأخرى

### التلفزيون
- على الرغم من عدم ظهورها في برنامج تلفزيوني، إلا أن الميزة ظهرت في السهم المقتبسة من سلسلة القصص المصورة السهم: الموسم 2.5 بقيادة رجل يدعى خم-آدم الذي أراد تحويل بلد كاهنداق إلى جذوره التقليدية.[6] بسبب الحجم الكبير للقتال الذي تسببوا به، تم إرسال الفرقة الأنتحارية للسيطرة على الوضع.[7]

## وصلات خارجية
- دليل DCU: الفرقة الأنتحارية #1